# Black ’n Blue
Black 'N Blue — американская глэм-метал группа из Портленда, штат Орегон. В настоящее время в состав группы входят вокалист Джейми Сент-Джеймс, басист Патрик Янг, барабанщик Пит Холмс и гитаристы Брэндон Кук и Дуг Раппопорт. Группа наиболее известна по песне «Hold On to 18» из их одноименного дебютного студийного альбома Black 'n Blue, выпущенного в августе 1984 года.

## История
Black 'N Blue была сформирована в ноябре 1981 года школьными друзьями Джейми Сент-Джеймсом и Томми Тайером в Портленде, штат Орегон. Изначально называя себя «Movie Star», группа позже выбрала название «Black 'N Blue», основываясь на их 'вызывающем' звучании и образе из денима и кожи. Группа получила свой первый прорыв в 1982 году, когда редактор хэви-метал фэнзина Брайан Слэгел услышал их демо песни «Chains Around Heaven» и впоследствии добавил трек в свое первое издание Metal Massacre — независимый сборник, который также представил новичков Metallica, Ratt и Malice.

## Ранний успех
Black 'N Blue переехали в Лос-Анджелес в 1982 году, сразу же сделав себе имя на голливудской клубной сцене. В течение шести месяцев группа подписала контракт на запись по всему миру с Geffen Records, выпустив свой одноименный дебютный альбом Black 'N Blue в августе 1984 года. Спродюсированный Дитером Дирксом альбом включал «Hold On to 18», который был выпущен на радио и MTV и имел умеренный успех, увеличив продажи альбома. Следующий альбом под названием «Without Love» был выпущен в следующем году. На этом альбоме группа изменила свой оригинальный более грубый, жесткий звук в пользу более отполированного металлического подхода. «Miss Mystery» имел успех на радио, и в том же году группа гастролировала с Kiss. Второй трек с этого альбома, «Nature of the Beach», прозвучал в фильме Vision Quest, а также появился как би-сайд сингла Мадонны «Gambler» из того же фильма, хотя он и не был включен в саундтрек.

## Поздние годы и сольная карьера
В 1986 году Black 'N Blue привлекли внимание басиста Kiss Джина Симмонса, который стал продюсером группы для их следующих двух альбомов. Группа выпустила еще два альбома под лейблом Geffen, Nasty Nasty в 1986 году и In Heat в 1988 году, оба из которых показали, что они предприняли сознательные усилия, чтобы вернуться к изначальной сырой мощи, которая была характерна для музыки их дебюта. Такие песни, как "Nasty Nasty" и "Rock On", стали небольшими хитами для группы, но ни один из альбомов не смог вернуть старый саунд Black 'N Blue, и группа распалась в 1989 году.
После распада группы многие из бывших участников группы занялись другими проектами. Джейми Сент-Джеймс сформировал свою собственную сольную группу под названием Freight Train Jane, в состав которой вошли Томми Болан (ранее из Warlock), Скотти Вернер и Дэви Джонс. Freight Train Jane выпустили только один альбом с таким же названием, который не имел большого успеха. Гитарист Джефф «Вуп» Уорнер объединился с бывшим гитаристом Rough Cutt Крисом Хагаром в недолговечном Woop & the Count и некоторое время играл с Нилом Коном в раннем составе группы The Dead Stars On Hollywood, которая сейчас базируется в Нью-Йорке. Позже Уорнер взял на себя обязанности гитариста в новой группе NYC. Гитарист Томми Тейер присоединился к Harlow для записи их единственного альбома в 1990 году, играл на гитаре на одноименном альбоме Doro 1990-х годов, прежде чем присоединиться к Shake The Faith, с которой он выпустил America The Violent в 1994 году. Тейер и его коллега по Black 'n Blue Джейми Сент-Джеймс также играли в звездной трибьют-группе Kiss из Лос-Анджелеса Cold Gin вместе с участниками Cold Sweat Энтони Уайтом и Крисом Маклерноном. Решив уйти из активной музыкальной карьеры, Тайер начал работать помощником Джина Симмонса и в конечном итоге стал тур-менеджером Kiss. В 2002 году он стал новым ведущим гитаристом Kiss, заменив Эйса Фрейли (после второго ухода Фрейли из Kiss). Первый альбом Тайера с Kiss под названием Sonic Boom был выпущен в 2009 году. Его следующий альбом с Kiss под названием Monster был выпущен 9 октября 2012 года. Пит Холмс играл в группах Malice, The Black Symphony и Mandy Lion's WWIII. Он также играл вместе с Майклом Шенкером, Ули Джоном Ротом, Питером Гэбриэлом и Тедом Наджентом.